# پودسکاله (استان اشوی‌داشکسیه)
پودسکاله (به لهستانی: Podskale) یک منطقهٔ مسکونی در لهستان است که در گمینا اوپاتوویتس واقع شده‌است. پودسکاله ۱۶۰ نفر جمعیت دارد.